# Morte de Salvador Allende

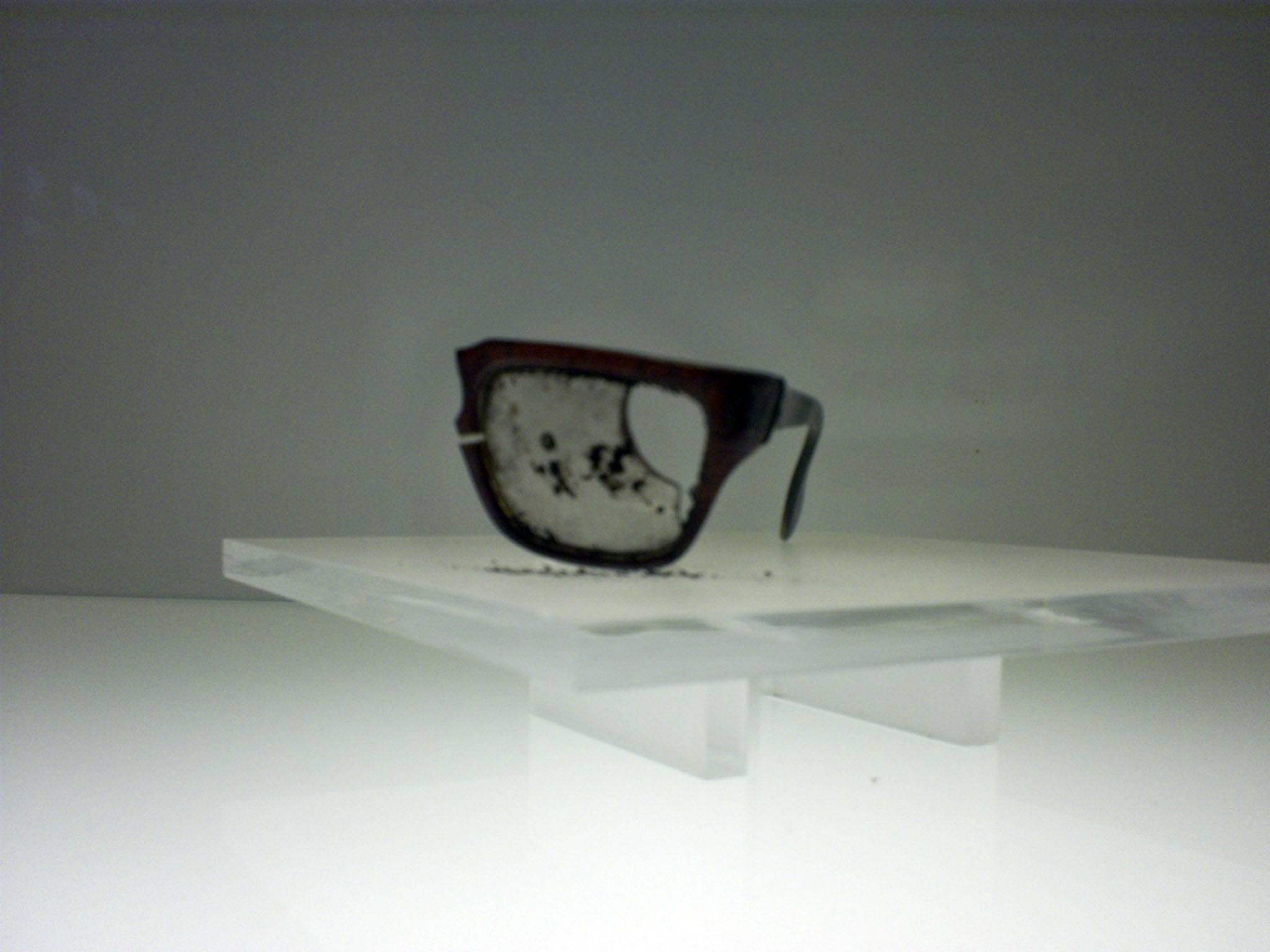
Parte da lenta direita dos óculos de Salvador Allende, encontrados no Palácio de La Moneda, após o atentado.

Em 11 de setembro de 1973, Salvador Allende, presidente do Chile, morreu de ferimentos autoinfligidos por arma de fogo durante um golpe de Estado liderado por Augusto Pinochet, comandante em chefe do Exército chileno. Depois de décadas de suspeitas de que Allende poderia ter sido assassinado pelas Forças Armadas do Chile, um tribunal chileno autorizou em 2011 a exumação e autópsia dos restos mortais de Allende. Um grupo de especialistas internacionais analisou os restos mortais e concluiu que Allende tinha se matado com um rifle de assalto AK-47. Em dezembro de 2011, o juiz encarregado da investigação confirmou as conclusões dos especialistas e considerou a morte de Allende um suicídio.
Em 11 de setembro de 2012, o 39º aniversário da morte de Allende, um tribunal de apelações chileno confirmou por unanimidade a decisão do tribunal de primeira instância, encerrando oficialmente o caso.
Segundo Isabel Allende Bussi - filha de Salvador Allende e atualmente membro do Senado do Chile - a família Allende há muito aceitou que o ex-presidente se matou com um tiro, dizendo à BBC que: "As conclusões do relatório são consistentes com o que já acreditávamos. Diante de circunstâncias extremas, ele tomou a decisão de tirar a própria vida, ao invés de ser humilhado."
Em 11 de setembro de 1973, pouco antes da captura do Palácio de La Moneda (o palácio presidencial) por unidades militares leais a Pinochet, o presidente Salvador Allende fez seu famoso discurso de despedida aos chilenos em uma rádio ao vivo (Rádio Magallane). O presidente falou de seu amor pelo Chile e de sua profunda fé em seu futuro. Afirmou também que, por estar comprometido com o Chile, não tomaria uma saída fácil nem seria usado como ferramenta de propaganda por aqueles que chamou de "traidores" (aceitar uma oferta de passagem segura, como Carlos Altamirano). O discurso de rádio foi feito enquanto tiros e explosões eram claramente audíveis ao fundo.
Pouco depois, um anúncio oficial declarou que ele havia entrado na guerra com um rifle AK-47. O cadáver de Allende foi levado para fora do Palácio de La Moneda embrulhado em um poncho boliviano por soldados e bombeiros.
Seu corpo foi enviado ao Hospital Militar chegando por volta das 17h30. Entre os presentes durante a autópsia estava um dos ex-colegas de classe de Allende na universidade. A autópsia também registrou seu falecimento como suicídio.
A arma de Allende foi supostamente dada a ele como um presente de Fidel Castro. Trazia uma placa dourada com a inscrição: "Ao meu bom amigo Salvador de Fidel, que por diversos meios tenta atingir os mesmos objetivos."
Ao mesmo tempo, o próprio Dr. Patricio Guijón (membro da equipe da enfermaria do La Moneda) decidiu voltar ao andar de cima para recuperar sua máscara de gás como lembrança. Ele ouviu um barulho e abriu a porta do salão da Independência a tempo de ver o presidente atirar em si mesmo com seu AK-47.

## Controvérsia
Fidel Castro, que entregou ao presidente Allende o AK-47 usado como arma suicida, é um exemplo da especulação e da postura política que surgiu com o falecimento de Allende e o golpe de Estado de Pinochet. Em 28 de setembro de 1973 (apenas duas semanas após a morte de Allende), Fidel disse a uma multidão cubana na Plaza de la Revolución em Havana que Allende tinha morrido em La Moneda envolto em uma bandeira chilena, disparando contra as tropas de Pinochet com o rifle de Fidel. Nas próximas décadas, o líder cubano continuaria a fazer discursos públicos usando essa versão dos acontecimentos. As declarações públicas de Castro formaram a base do livro de Robinson Rojas, de 1975, O assassinato de Allende e o fim do caminho chileno para o socialismo. Rojas afirmou que o presidente chileno foi morto pelas forças militares de Pinochet enquanto defendia o palácio.
Com a transição pacífica para a democracia no Chile em 1990, a opinião de que Allende cometeu suicídio começou a ganhar aceitação popular à medida que diferentes depoimentos confirmando os detalhes do suicídio tornaram-se disponíveis na imprensa e em entrevistas documentais. Da mesma forma, membros da família imediata de Allende, incluindo sua esposa e filha, nunca contestaram que foi um suicídio. Outro exemplo de polêmica pré-2011 é encontrado no artigo de 2008 do médico chileno Luis Ravanal publicado na revista El Periodista afirmando que as feridas de Allende "não eram compatíveis" com suicídio. Solicitada a comentar a hipótese do Dr. Ravanal, a deputada chilena Isabel Allende, filha do presidente, disse que a versão suicida é a correta.
No final de janeiro de 2011, um juiz chileno abriu uma investigação sobre a morte de Salvador Allende junto com centenas de outros possíveis abusos de direitos humanos cometidos durante o golpe de 1973 que levou Augusto Pinochet ao poder. Em maio, os restos mortais de Allende foram exumados por ordem de um tribunal chileno em prol de uma "investigação criminal sobre a morte de Allende". Em 31 de maio de 2011, antes que a autópsia ordenada pelo tribunal fosse concluída, a Televisión Nacional de Chile (TVN) informou que um relato militar ultrassecreto da morte de Allende havia sido descoberto na casa de um ex-oficial da justiça militar. O documento de 300 páginas só foi encontrado quando a casa foi destruída no terremoto chileno de 2010. Depois de analisar o relatório, dois especialistas forenses disseram à TVN "que estão inclinados a concluir que Allende foi assassinado".
Os resultados da autópsia foram divulgados oficialmente em meados de julho de 2011. A equipe de médicos especialistas chilenos que conduziu e analisou os resultados da autópsia confirmou que Salvador Allende havia morrido de ferimentos autoinfligidos por arma de fogo. Os resultados da autópsia indicaram que Allende havia morrido após atirar em si mesmo com um AK-47 recebido de presente de Fidel Castro. Os tiros arrancaram o topo da cabeça de Allende, matando-o instantaneamente, porque o rifle tinha sido colocado em disparo automático. The Guardian, um importante jornal do Reino Unido, relatou que a "autópsia científica" havia confirmado que "Salvador Allende cometeu suicídio durante o golpe de 1973 que derrubou seu governo socialista". Segundo o The Guardian.